# Croton constrictus
Espèce
Croton constrictus est une espèce de plantes à fleurs du genre Croton et de la famille des Euphorbiaceae, présente au Brésil (Goias).
Il a pour synonyme :
- Oxydectes constricta, (Baill.)Kuntze